# Bringing It All Back Home
Bringing It All Back Home é o quinto álbum de estúdio do cantor Bob Dylan, lançado a 22 de março de 1965. Este álbum está na lista dos 200 álbuns definitivos no Rock and Roll Hall of Fame.
O disco atingiu o nº 6 do Pop Albums.
| Críticas profissionais                                                      | Críticas profissionais |
| Avaliações da crítica                                                       | Avaliações da crítica  |
| Fonte                                                                       | Avaliação              |
| --------------------------------------------------------------------------- | ---------------------- |
| Allmusic                                                                    | [ 3 ]                  |
| RS Album Guide                                                              | [ 4 ]                  |
| Esta tabela precisa de ser acompanhada por texto em prosa. Consulte o guia. |                        |

## Faixas
Todas as faixas por Bob Dylan.
| Lado A         |                               |         |  |
| N.º            | Título                        | Duração |  |
| 1.             | "Subterranean Homesick Blues" | 2:21    |  |
| 2.             | "She Belongs to Me"           | 2:47    |  |
| 3.             | "Maggie's Farm"               | 3:54    |  |
| 4.             | "Love Minus Zero/No Limit"    | 2:51    |  |
| 5.             | "Outlaw Blues"                | 3:05    |  |
| 6.             | "On the Road Again"           | 2:35    |  |
| 7.             | "Bob Dylan's 115th Dream"     | 6:30    |  |
| Duração total: | Duração total:                | 24:03   |  |

| Lado B         |                                        |         |  |
| N.º            | Título                                 | Duração |  |
| 1.             | "Mr. Tambourine Man"                   | 5:30    |  |
| 2.             | "Gates of Eden"                        | 5:40    |  |
| 3.             | "It's Alright, Ma (I'm Only Bleeding)" | 7:29    |  |
| 4.             | "It's All Over Now, Baby Blue"         | 4:12    |  |
| Duração total: | Duração total:                         | 22:51   |  |

## Créditos
- Bob Dylan – Guitarra, harmónica, teclados, vocal
- John H. Hammond Jr – Guitarra
- John Sebastian – Baixo
- Kenny Rankin – Guitarra
- Bobby Gregg – Bateria
- John Boone – Baixo
- Al Gorgoni – Guitarra
- Paul Griffin – Piano, teclados
- Bruce Langhorne – Guitarra
- Bill Lee – Baixo
- Joseph Macho Jr. – Baixo
- Frank Owens – Piano